# Спатово (Бугарска)
Спатово је насељено место у општини Сандански у области Благоевград, Бугарска. Према попису из 2021. године био је 91 становник.
Према бугарском географу и историчару, Василу Канчову, у Спатову је 1900. године живело 132 Словена хришћана..